# The Chantels
The Chantels is een Amerikaanse doowop-meidengroep.

## Bezetting
- Arlene Smith, (leadzang,  1957-1959, 1973–jaren 1980)
- Sonia Goring (1957–1970, sinds 1996)
- Lois Harris (1957–1959, sinds 1996)
- Jackie Landry Jackson, (1957–1961, 1962–1970, 1996–1997)
- Reene Minus (1957–1970, sinds 1996)
- Annette Smith (1960, volgens andere bronnen pas sinds 1961)
- Yvonne Fair (1961, 1965–1970)
- Sandra Dawn (1962–1963)
- Ami Ortiz (sinds 1996)

## Geschiedenis
De groep werd begin jaren 1950 geformeerd aan de St. Anthony of Padua-school in The Bronx in New York. De naam werd echter verkregen van een andere school, St. Francis de Chantelle.
Op initiatief van Richard Barrett, tot dit moment leadzanger bij The Valentines, kregen ze een platencontract bij End Records en brachten in augustus 1957 hun eerste single He's Gone uit, die de Amerikaanse hitlijst haalde (#71). Hun tweede publicatie Maybe werd uitgebracht in januari 1958. De song plaatste zich in de pophitlijst (#14) en de r&b-hitlijst (#2), werd meer dan een miljoen keer verkocht en werd een klassieker. De groep bracht nog verdere singles uit bij End Records, die echter niet meer konden evenaren aan het vorige succes van Maybe.
In 1959 werd de groep voor het ogenblik ontbonden en Arlene Smith waagde zich aan een solocarrière. In 1960 werden The Chantels met de nieuwe zangeres Annette Smith (geen familie van Arlene) in ere hersteld en met de song Look in My Eyes bij Carlton Records lukte opnieuw een sprong in de hitlijst (#14). Ook de volgende single Well, I Told You So, wiens tekst als antwoord was bedacht op de song Hit the Road Jack van Ray Charles, haalde de top 40.
Er volgden tot 1970 meerdere singles en meerdere mutaties van zowel bandleden als ook het label. De interesse in de groep, in het bijzonder in de pophitlijst, verminderde zienderogen. Tijdens de jaren 1970 trad een door Arlene Smith geformeerde groep met de naam The Chantels bij oldie-evenementen op als ook een groep met dezelfde naam, die door de overige oorspronkelijke leden en hun nieuwe leadzangeres Noemi (Ami) Ortiz werd gevormd. Jackie Landry overleed in 1997. In 2002 werden The Chantels opgenomen in de Vocal Group Hall of Fame.

## Discografie

### Singles
- 1957: He's Gone
- 1958: Maybe
- 1958: Every Night (I Pray)
- 1958: I Love You So
- 1959: Summer's Love (Richard Barrett & the Chantels)
- 1961: Look in My Eyes
- 1961: Well, I Told You
- 1963: Eternally